# Kielbaach
Kielbaach – mały, naturalny ciek w południowym Luksemburgu, w dystrykcie Luksemburg, w kantonie Capellen, na obszarze gmin Mamer i Kehlen, o długości 8,69 km. Uchodzi do rzeki Mamer w miejscowości Thillsmillen, stanowiąc jej lewostronny dopływ. Płynie w kierunku południowo-wschodnim. Przebieg ma charakter łamany. Przecina m.in. drogi CR102 i CR103.
Zlewnia w górze cieku ma charakter rolniczy, w części środkowej i dolnej leśny.
W dolinie cieku stwierdzono występowanie Leptogium pulvinatum, rzadkiego gatunku grzyba z rodziny galaretnicowatych.